# Piece of Me
Piece of Me ist ein Lied der US-amerikanischen Sängerin Britney Spears aus ihrem fünften Studioalbum Blackout. Es wurde am 27. November 2007 von Jive Records als zweite Single aus dem Album veröffentlicht. Das Lied wurde von dem schwedischen Produzenten-Duo Bloodshy & Avant und Klas Åhlund geschrieben und produziert.

## Hintergrund und Inhalt
Piece of Me wurde vom schwedischen Produzenten-Duo Christian Karlsson und Pontus Winnberg (Bloodshy & Avant) geschrieben. Schon zuvor hatten sie mit Spears zusammengearbeitet und erfuhren somit aus nächster Nähe über ihr hektisches Leben im Augenmerk der Öffentlichkeit und die ständige Verfolgung durch Paparazzi. An dem zum damaligen Zeitpunkt als vollendet gesehenen Album Blackout waren sie mit den Liedern Radar, Freakshow und Toy Soldier beteiligt. Dennoch schrieb das Duo in Zusammenarbeit mit Åhlund denn Titel Piece of Me und schickten es an Spears; ihr gefiel es und sie nahm es in das Album auf.
In dem Lied wird Spears Beziehung zu den Medien und ihrer frühen Prominenz verarbeitet. So heißt es in einer Zeile:

“I’m Miss American Dream since I was seventeen”

„Ich bin der amerikanische Traum seit ich siebzehn war“

Das Lied war Teil ihrer The Circus Starring: Britney Spears-Tour und der Femme Fatale Tour. Es ist namensgebend für ihre Las-Vegas-Dauershow Britney: Piece of Me, in der sie das Lied auch singt.

## Komposition
Der Electro-Pop-Song zeichnet sich durch einen von den 1980ern beeinflussten Synthesizer-Beat aus. Die Stimme der Sängerin ist dabei stark verzerrt. Die schwedische Sängerin Robyn ist im Hintergrundgesang zu hören.

## Musikvideo
Das Musikvideo wurde mit einem Budget von 500.000 US-Dollar am 27. und 28. November 2007 in exklusiven Nachtclubs und Restaurants in Hollywood gedreht.
Es war nach Toxic (1.000.000 US-Dollar) das bis dahin teuerste Musikvideo in Spears’ Karriere. Regie übernahm dabei Wayne Isham, der bereits für Spears’ Clip zu I’m Not a Girl, Not Yet a Woman verpflichtet wurde.
Das Video ist dreifacher Sieger der MTV Video Music Awards 2008, unter anderem in der Kategorie Video des Jahres.

## Kommerzieller Erfolg

### Chartplatzierungen
Piece of Me schloss an den Erfolg des Vorgängers Gimme More an. In Australien und dem Vereinigten Königreich erreichte die Single Platz 2 der jeweiligen Single-Charts. In Deutschland erreichte das Lied Platz 7 und konnte sich mit 23 Wochen länger als jede andere Single von Spears zuvor in den Top 100 halten. Mit 51 Wochen in den Top 100 übertraf erst Scream & Shout, Spears’ Kollaboration mit will.i.am, im Jahr 2012 diese Leistung.
In Irland, Israel, Asien und Brasilien erreichte Piece of Me Platz 1 der jeweiligen Single-Charts. In Irland war der Titel der siebte Nummer-1-Hit der Sängerin, was dort zuvor keiner anderen Künstlerin gelungen war.
| ChartsChartplatzierungen       | Höchstplatzierung | Wochen |
| ------------------------------ | ----------------- | ------ |
| Deutschland (GfK)              | 7 (23 Wo.)        | 23     |
| Österreich (Ö3)                | 6 (26 Wo.)        | 26     |
| Schweiz (IFPI)                 | 19 (25 Wo.)       | 25     |
| Vereinigte Staaten (Billboard) | 18 (20 Wo.)       | 20     |
| Vereinigtes Königreich (OCC)   | 2 (29 Wo.)        | 29     |

| ChartsJahrescharts (2008)      | Platzierung |
| ------------------------------ | ----------- |
| Deutschland (GfK)              | 59          |
| Österreich (Ö3)                | 39          |
| Schweiz (IFPI)                 | 87          |
| Vereinigte Staaten (Billboard) | 83          |
| Vereinigtes Königreich (OCC)   | 47          |

### Auszeichnungen für Musikverkäufe
In den USA erhielt die Single Doppelplatin für mehr als zwei Millionen Verkäufe. In Australien wurde mehr als 70.000 Exemplare abgesetzt, die Single erhielt auch hier Platin, während die Single in Großbritannien Gold für 400.000 verkaufte Exemplare bekam.
| Land/Region                  | Auszeichnungen für Musikverkäufe (Land/Region, Auszeichnung, Verkäufe) | Verkäufe  |
| ---------------------------- | ---------------------------------------------------------------------- | --------- |
| Australien (ARIA)            | Platin                                                                 | 70.000    |
| Dänemark (IFPI)              | Platin                                                                 | 15.000    |
| Deutschland (BVMI)           | Gold                                                                   | 150.000   |
| Kanada (MC)                  | Platin                                                                 | 40.000    |
| Neuseeland (RMNZ)            | Platin                                                                 | 15.000    |
| Schweden (IFPI)              | Gold                                                                   | 20.000    |
| Vereinigte Staaten (RIAA)    | 2× Platin                                                              | 2.000.000 |
| Vereinigtes Königreich (BPI) | Gold                                                                   | 427.000   |
| Insgesamt                    | 3× Gold · 6× Platin ·                                                  | 2.735.000 |

Hauptartikel: Britney Spears/Auszeichnungen für Musikverkäufe